# Jean-François de Vincent de Panette
Jean-François de Vincent, seigneur de Panette, de Villeneuve et autres lieux, est un homme politique français né le 14 mai 1739 à Trévoux.

## Biographie
Fils de Jean François Gaspard de Vincent de Panette, chevalier d'honneur au parlement de Dombes, bailli de la noblesse, commandant de la principauté de Dombes, et d'Anne Chevalier, dame de Château-Garnier, Jean-François de Vincent de Panette devient officier des armées du roi, grand bailli de la noblesse des Dombes.
Le 28 mars 1789, syndic de la noblesse, il est élu député de la noblesse aux États généraux par la sénéchaussée de Trévoux. Il proteste contre le vote par tête.

## En savoir plus

### Sources
- « Jean-François de Vincent de Panette », dans Adolphe Robert et Gaston Cougny, Dictionnaire des parlementaires français, Edgar Bourloton, 1889-1891 [détail de l’édition]